# Catherine Louisa Pirkis
Catherine Louisa Pirkis (1841-4 de octubre de 1910) fue una escritora inglesa.
Escribió numerosos relatos cortos y 14 novelas entre 1877 y 1894 y actualmente es conocida por sus historias detectivescas protagonizadas por Loveday Brooke, que aparecieron en el Ludgate Magazine en 1894. Posteriormente se dedicó a trabajar junto a su marido en favor de los animales abandonados y fue una de las fundadoras de la National Canine Defense League en 1891.
Fue enterrada en el Kensal Green Cemetery.